# 陳封
陳封（越南语：／，？—1428年）是安南屬明時期的一位官員。
陳封出生在今日海陽省的志靈縣，原為胡朝的一位將軍，1407年明朝入侵胡朝的時候，他向明軍主將張輔投降。胡朝將軍胡杜聚集水軍把守盤灘江，陳封率兵大破之，盡奪其舟，為明軍打下東潮、諒江等諸府州。明朝吞併安南後，因功被任命為交州右衛指揮同知。當時安南各地人紛紛起兵反抗明朝的統治，他率領軍隊鎮壓起義，並立下功勞。1412年，升交趾都指揮節制。
1427年，黎利率藍山起義軍在支棱昌江之戰中擊敗了柳昇、沐晟，包圍鎮守東關城的王通。陳封、杜維忠、梁汝笏等安南籍明朝土官見明軍將敗，便都歸降後黎朝，黎利下令赦免他們的罪。然而他們卻在翌年糾集黨羽陰謀叛亂，並派人去明朝尋求支持。他們的書信被太原鎮上將黃原懿截獲，連送信人一起送往昇龍。黎利本不欲追究此事，並將送信者殺死。但隨後有同謀者檢舉揭發，其敘述的事情與書信所述相同。黎利大怒，將杜維忠、梁汝笏、陳封等人逮捕誅殺。

## 相關人物
- 莫邃
- 阮勛
- 杜維忠
- 梁汝笏
- 范世矜